# Kyōko Kishida
Kyōko Kishida (岸田今日子 Kishida Kyōko?, n. 29 aprilie 1930, Suginami, Tōkyō, Japonia – d. 17 decembrie 2006, Tokyo⁠(d), Tōkyō, Japonia) a fost o actriță japoneză și scriitoare de cărți pentru copii. A apărut în aproape 80 de filme între 1956 și 2006. Ea este cel mai bine cunoscută pentru rolul interpretat în filmul Femeia nisipurilor (1964).

## Biografie
Kyōko Kishida s-a născut la Tokyo în 1930. Ea era cea de-a doua fiică a dramaturgului Kunio Kishida; sora sa mai mare era poeta Eriko Kishida, iar verișorul ei era actorul Shin Kishida. A fost căsătorită cu actorul Noboru Nakaya din 1954 până în 1978, când au divorțat.
În anul 1950, când avea vârsta de douăzeci de ani, Kyōko Kishida s-a alăturat trupei de teatru Bungaku-za, fondată de tatăl ei, și s-a făcut remarcată în 1960 în rolul Salomé din adaptarea realizată de Yukio Mishima a tragediei lui Oscar Wilde.
În cinematografie, ea a obținut primul său rol semnificativ în filmul Tendre et folle adolescence (1960) al lui Kon Ichikawa, care a reprezentat prima din cele 12 colaborări ale sale cu acest regizor. A apărut, de asemenea, în al treilea film al seriei Condiția umană (1961) a lui Masaki Kobayashi, în Contes cruels du Bushido (1963) al lui Tadashi Imai și în Le Goût du saké (1962), ultimul film al lui Yasujirō Ozu.
Kyōko Kishida a interpretat primele sale roluri principale în anul 1964, în filmul Femeia nisipurilor al lui Hiroshi Teshigahara și în Pasiunea al lui Yasuzō Masumura (inspirat dintr-un roman al lui Jun'ichirō Tanizaki). Alte filme cunoscute în care a mai apărut sunt The Broken Commandment (inspirat dintr-un roman al lui Shimazaki Toson), The Face of Another (1966) al lui Hiroshi Teshigahara (inspirat din romanul lui Kōbō Abe), The Tale of the Bamboo Cutter (1987) al lui Kon Ichikawa (ispirat dintr-o poveste clasică), Heaven and Earth (1990), Spring Snow (2005), adaptarea realizată de Isao Yukisada a romanului omonim al lui Mishima.
A jucat în numeroase seriale de televiziune, printre care patru seriale istorice difuzate de postul de televiziune NHK, în care a interpretat rolurile unor personaje ca Aguri (soția lui Asano Naganori și Yodo-Dono (soția lui Toyotomi Hideyoshi). A apărut în diferite roluri atât ca interpretă, cât și ca naratoare, în special în Ōoku și Gokenin Zankurō (unde a interpretat-o pe mama personajului titular, portretizat de Ken Watanabe), și a fost naratoarea serialului Lone Wolf and Cub. Kishida a dublat vocea personajului titular al serialului anime Moomin din anii 1960 și ale unor personaje din serialele polițiste Columbo și Miss Marple și a apărut în reclame pentru Nestle, TDK și Asahi Shimbun.
A murit la Tokyo în 17 decembrie 2006, la vârsta de 76 de ani, de insuficiență respiratorie cauzată de o tumoare cerebrală.

## Filmografie

### Filme de cinema

#### Anii 1950
- 1956: Hanayome no tameiki (花嫁のため息?), regizat de Keigo Kimura - Fumiko
- 1958: Un homme audacieux (不敵な男 Futeki na otoko?), regizat de Yasuzō Masumura - Sakie
- 1958: Kyōkatsu (恐喝?), regizat de Kōzō Saeki
- 1958: La Saison des mauvaises femmes (悪女の季節 Akujo no kisetsu?), regizat de Minoru Shibuya - Yoshimi Hayakawa
- 1959: Gurama-tō no yūwaku (グラマ島の誘惑?), regizat de Yūzō Kawashima - Sumiko Tsuboi
- 1959: Fubuki to tomo ni kieyukinu (吹雪と共に消えゆきぬ?), regizat de Keigo Kimura
- 1959: Pèlerinage nocturne (暗夜行路 An'ya kōro?), regizat de Shirō Toyoda - o prostituată

#### Anii 1960
- 1960: Histoire singulière à l'est du fleuve (東綺譚 Bokuto kitan?), regizat de Shirō Toyoda - Teruko
- 1960: Nami no tō (波の搭?), regizat de Noboru Nakamura
- 1960: Tendre et folle adolescence (おとうと Otōto?), regizat de Kon Ichikawa - dna. Tanuma
- 1960: Minagoroshi no uta yori: Kenjū yo saraba (みな殺しの歌より 拳銃よさらば?), regizat de Eizo Sugawa - Sally
- 1961: La Prière du soldat (人間の条件 完結篇 第五部死の脱出、第六部曠野の彷徨?), regizat de Masaki Kobayashi - Ryūko
- 1961: Les Lumières du port (あれが港の灯だ Arega minato no hi da?), regizat de Tadashi Imai
- 1961: Dix femmes en noir (黒い十人の女 Kuroi jūnin no onna?), regizat de Kon Ichikawa - Sayoko Gotō
- 1961: Histoire du Tokyo nocturne (東京夜話 Tōkyō yawa?), regizat de Shirō Toyoda - Ranko
- 1961: Ai to honoho to (愛と炎と?), regizat de Eizo Sugawa - o gheișă
- 1961: Onna no tsurihashi (女のつり橋?), regizat de Keigo Kimura - Toshiko (episodul 1)
- 1962: Onna wa yogiri ni nureteiru (女は夜霧に濡れている?), regizat de Yoshio Inoue - Yoshiko Hoshino
- 1962: Kiri no minato no akai hana (霧の港の赤い花?), regizat de Shinji Murayama
- 1962: Le Serment rompu (破戒 Hakai?), regizat de Kon Ichikawa - soția lui Inoko
- 1962: Les Larmes sur la crinière du lion (涙を、獅子のたて髪に Namida o shishi no tategami ni?), regizat de Masahiro Shinoda - Reiko Matsudaira
- 1962: Le Goût du saké (秋刀魚の味 Sanma no aji?), regizat de Yasujirō Ozu - 'Kaoru' no Madame
- 1962: J'ai deux ans (私は二歳 Watashi wa nisai?), regizat de Kon Ichikawa - o prietenă a lui Chiyo
- 1962: Le Secret du ninja (忍びの者 Shinobi no mono?), regizat de Satsuo Yamamoto - Inone
- 1963: Contes cruels du Bushido (武士道残酷物語 Bushidō zankoku monogatari?), regizat de Tadashi Imai - Lady Hagi
- 1963: Miren (みれん?), regizat de Yasuki Chiba - Yuki Kosugi
- 1964: Otoko girai (男嫌い?), regizat de Ryō Kinoshita - Utako Takamura
- 1964: Femeia nisipurilor (砂の女 Suna no onna?), regizat de Hiroshi Teshigahara - „femeia nisipurilor”
- 1964: Le mari était là (「女の小箱」より 夫が見た Otto ga mita 'Onna no kobako' yori?), regizat de Yasuzō Masumura - Yoko Saijyo
- 1964: Kon'nichiwa akachan (こんにちは赤ちゃん?), regizat de Shūe Matsubayashi - Okiyama
- 1964: La Veuve joyeuse (喜劇 陽気な未亡人 Kigeki yōki-na mibōjin?), regizat de Shirō Toyoda - Oryō
- 1964: Aku no monshō (悪の紋章?), regizat de Hiromichi Horikawa - Mitsue Takazawa
- 1964: Passion (卍 Manji?), regizat de Yasuzō Masumura - Sonoko Kakiuchi
- 1965: Nikutai no gakkō (肉体の学校?), regizat de Ryō Kinoshita - Taeko Asano
- 1965: Les Malfaisants (悪党 Akutō?), regizat de Kaneto Shindō - Kanze
- 1966: Courant chaud (暖流 Danryū?), regizat de Yoshitarō Nomura - Mikie Shima
- 1966: Le Visage d'un autre (他人の顔 Tanin no kao?), regizat de Hiroshi Teshigahara - infirmieră
- 1967: Ō-oku maruhi monogatari (大奥（秘）物語?), regizat de Sadao Nakajima
- 1968: Le Moment du doute (不信のとき Fushin no toki?), regizat de Tadashi Imai - Chizuko Mochizuki
- 1969: Les Mille et Une Nuits (千夜一夜物語 Senya Ichiya monogatari?), regizat de Eiichi Yamamoto - Jaris și Miriam (voce - film de animație)
- 1969: Corps féminins (女体 Jotai?), regizat de Yasuzō Masumura - Akie

#### Anii 1970
- 1970: La Guerre et les Hommes I (戦争と人間 第一部 運命の序曲 Sensō to nigen I: Unmei no jokyoku?), regizat de Satsuo Yamamoto
- 1971: Une femme nommée En (婉という女 En toiu onna?), regizat de Tadashi Imai
- 1971: La Guerre et les Hommes II (戦争と人間 第二部 愛と悲しみの山河 Sensō to ningen II: Ai to kanashimino sanga?), regizat de Satsuo Yamamoto
- 1972: Voyage solitaire (旅の重さ Tabi no omosa?), regizat de Kōichi Saitō - Mama
- 1974: La Fin du monde d'après Nostradamus (ノストラダムスの大予言 Catastrophe-1999 Nosutoradamusu no daiyogen?), regizat de Toshio Masuda - naratoarea
- 1976: Le Complot de la famille Inugami (犬神家の一族 Inugami-ke no ichizoku?), regizat de Kon Ichikawa - profesoara de koto
- 1977: Utamaro (歌麿 夢と知りせば Utamaro: Yume to shiriseba?), regizat de Akio Jissōji - Ochika
- 1977: Inugami no tatari (犬神の悪霊?), regizat de Shun’ya Itō - Kimiyo Tarumizu
- 1977: Sugata Sanshiro (姿三四郎?), regizat de Kihachi Okamoto - Omon
- 1977: Nihon no don: Yabohen (日本の首領 野望篇?), regizat de Sadao Nakajima - Naoko Anekoji[12]
- 1978: Inubue (犬笛?), regizat de Sadao Nakajima - naratoarea[13]
- 1979: L'Enfer (地獄 Jigoku?), regizat de Tatsumi Kumashiro - Shima Ikegata
- 1979: Nichiren (日蓮?), regizat de Noboru Nakamura - Umegiku

#### Anii 1980
- 1980: Terra e... (地球へ...?), regizat de Hideo Onchi - bunica (voce)
- 1981: Rennyo and His Mother (蓮如とその母 Rennyo to sono haha?), regizat de Kihachirō Kawamoto (voce - film de animație)
- 1982: Félicitations pour les sept ans de cet enfant (この子の七つのお祝に Kono ko no nanatsu no oiwai ni?), regizat de Yasuzō Masumura - Mayumi
- 1983: Tantei monogatari (探偵物語?), regizat de Kichitarō Negishi - Kimie Hasenuma
- 1984: Seito shokun! (生徒諸君!?), regizat de Katsumi Nishikawa - Michiko Hokujo
- 1985: Haru no kane (春の鐘?), regizat de Koreyoshi Kurahara - Fusako Ishimoto
- 1986: Le Palais des fêtes (鹿鳴館 Rokumeikan?), regizat de Kon Ichikawa - marchiza Takako
- 1986: La Mer et le Poison (海と毒薬 Umi to Dokuyaku?), regizat de Kei Kumai - Ohba, infirmiera șefă
- 1987: L'Actrice (映画女優 Eiga joyū?), regizat de Kon Ichikawa - proprietara hanului din Kyoto
- 1987: Seishun kakeochi-hen (青春かけおち篇?), regizat de Shingo Matsubara
- 1987: Let's Gōtoku-ji! (Let's豪徳寺!?), regizat de Yōichi Maeda - Miyabi Gōtokuji
- 1987: La Vengeance du Samouraï (必殺ＩＶ 恨みはらします Hissatsu 4: Urami harashimasu?), regizat de Kinji Fukasaku - Benten, șefa asasinilor
- 1987: Tokyo Bordello (吉原炎上 Yoshiwara enjo?), regizat de Hideo Gosha - naratoarea
- 1987: La Princesse de la lune (竹取物語 Taketori monogatari?), regizat de Kon Ichikawa - Kougo[14]
- 1988: La Grue (つる 鶴 Tsuru?), regizat de Kon Ichikawa - Kichibi
- 1989: Rikyu (利休?), regizat de Hiroshi Teshigahara - Nene

#### Anii 1990
- 1990: Ten to chi to (天と地と?), regizat de Haruki Kadokawa - doamnă de onoare
- 1991: L'Affaire du meurtre de la légende de Tenga (天河伝説殺人事件 Tenkawa densetsu satsujin jiken?), regizat de Kon Ichikawa - Natsu Minakami
- 1991: Zodiac Killers (極道追踪), regizat de Ann Hui - gheișa Miyako
- 1993: Fusa (その木戸を通って映画 Sono kido o tōtte eiga?), regizat de Kon Ichikawa - Mura
- 1996: Gakkō no kaidan 2 (学校の怪談２?), regizat de Hideyuki Hirayama - învățătoarea de la școală
- 1996: Le Village aux huit tombes (八つ墓村 Yatsu haka mura?), regizat de Kon Ichikawa - Kotake și Koume Tajimi (două roluri)
- 1997: Aimer (愛する Aisuru?), regizat de Kei Kumai - Taeko Kano

#### Anii 2000
- 2000: Shinsengumi (新選組 Shinsengumi?), regizat de Kon Ichikawa - Komano (voce)
- 2000: Doraheita (どら平太 Dora-heita?), regizat de Kon Ichikawa[15]
- 2001: Ningen no kuzu (人間の屑?), regizat de Takehiko Nakajima - Okami
- 2001: Kuroe (クロエ?), regizat de Gō Rijū - menajera
- 2001: Vengeance à vendre (助太刀屋助六 Sukedachi-ya Sukeroku?), regizat de Kihachi Okamoto - Otome
- 2001: Sennen no koi: Hikaru Genji monogatari (千年の恋 ひかる源氏物語?), regizat de Tonkō Horikawa
- 2005: Spring Snow (春の雪 Haru no yuki?), regizat de Isao Yukisada - bunica lui Kiyoaki
- 2005: Le Livre du mort (死者の書 Shisha no sho?), regizat de Kihachirō Kawamoto - naratoarea (voce - film de animație)
- 2005: Onaji tsuki o miteiru (同じ月を見ている?), regizat de Kenta Fukasaku
- 2006: Wool 100% (ウール100%?), regizat de Mai Tominaga - Ume

### Scurtmetraje
- 1956: Niizuma no negoto (新妻の寝ごと?), regizat de Keigo Kimura
- 1962: Human Zoo, regizat de Yōji Kuri (voce - film de animație)
- 1964: Love, regizat de Yōji Kuri (voce - film de animație)
- 1971: Mūmin
- 1972: Mūmin
- 1976: Are wa dare?
- 1978: Risu no panashi
- 1992: La Princesse endormie (いばら姫またはねむり姫 Ibara hime mata wa nemuri hime?), regizat de Kihachirō Kawamoto (voce - film de animație)
- 2003: Jours d'hiver

### Filme de televiziune

#### Seriale TV
- 1964: Cinépanorama - ea însăși
- 1966: Doyō danwashitsu - ea însăși
- 1969: Mūmin - Moomin (voce)
- 1972: Mūmin - Moomin (voce)
- 1974: Kizu darake no tenshi
- 1976: Akai unmei
- 1978: Akujo ni tsuite
- 1980: A un - Kimiko Kadokura
- 1981: Shin jiken: Waga uta wa hana ichimonme - Shizuko Kosaka
- 1985: Shoujo ni Nani ga Okotta ka - Azuma Kie
- 1988: Minasan no okage desu - ea însăși
- 1990: Yonimo kimyō na monogatari
- 1991: Gottsu e kanji - ea însăși / diverse personaje
- 1993: Hacchōbori torimono-banashi
- 1993: Hōigaku kyōshitsu no jiken file - Ninomiya
- 1993: Karin
- 1995: Gokenin Zankurō - mama lui Zankurō
- 1997: Fukigen na kajitsu
- 1998: Tokugawa Yoshinobu - Matsushima
- 2002: Purinsesu Chuchu - Nareshon
- 2003: Aka chan wo sagase
- 2003: Boku no mahō tsukai
- 2003: Dōbutsu no oisha-san - Taka Nishine
- 2004: Lone Wolf and Cub - naratoarea

#### Lungmetraje TV
- 1982: Rirakkusu: Matsubara Katsumi no nichijō seikatsu - dna. Udagawa
- 1983: Mazakon-keiji no jikenbo
- 1986: Fujiko Fujio no Yume Camera
- 1989: Ōinaru gen'ei - Katsuko Tojyo / Haru Yamafuji
- 1999: Yakusoku
- 2000: Jiko
- 2001: Teradake no hanayome
- 2003: Yūga na akuji 2: Kyōto kadō iemoto renzoku satsujin
- 2004: Onna no naka no futatsu no kao - dna. Takigawa
- 2005: Natsumeke no shokutaku - Kiyo

## Premii și distincții
- Premiul Mainichi pentru cea mai bună actriță în rol secundar (1962) pentru interpretarea sa din The Outcast, An Autumn Afternoon și Shinobi no Mono[16]
- Premiul Panglica Albastră pentru cea mai bună actriță în rol secundar (1962) pentru interpretarea sa din The Outcast și An Autumn Afternoon[17]
- Medalia de Onoare cu panglică purpurie (1994)
- Premiul Panglica Albastră pentru cea mai bună actriță în rol secundar (1996)

## Legături externe
- Kyōko Kishida la Internet Movie Database
- Kyōko Kishida la Find a Grave
- Kyōko Kishida pe Japanese Movie Database